# Grupo Aéreo Naval de Tainan
O Grupo Aéreo Naval de Tainan (台南海軍航空隊, Tainan Kaigun Kōkūtai) foi uma unidade de guarnição de caças e base aérea da Marinha Imperial Japonesa, durante a Guerra do Pacífico, no decorrer da Segunda Guerra Mundial. A parcela voadora da unidade se envolveu fortemente em diversas das principais campanhas e batalhas durante o primeiro ano da guerra. A unidade contava com o maior número de ases da aviação entre todas as unidades da Marinha, o que levou a mídia japonesa a fazer uma ampla cobertura e divulgação de suas façanhas à época. Dlversos dos ases da unidade estiveram entre os pilotos com maior número de vitórias em combate aéreo, entre os quais Hiroyoshi Nishizawa, Saburō Sakai, Junichi Sasai, Watari Handa, Masaaki Shimakawa, e Toshio Ōta.

## História

### Filipinas e Índias Orientais Holandesas
O Grupo Aéreo Naval de Tainan foi formado na cidade de Tainan, em Taiwan, que à época era parte do Império do Japão, em 1 de outubro de 1941, como parte integrante da 23ª Flotilha Aérea. O primeiro comandante da unidade foi o Capitão Hiroshi Higuchi, substituído pelo Comandante Masahisa Saito em 4 de outubro de 1941 A maioria dos pilotos que formaram a composição original do grupo era de veteranos de combate aéreo da Segunda Guerra Sino-Japonesa. Pouco tempo antes do início da guerra contra as potências aliadas, o grupo consistia em 45 aeronaves de caça A6M Zero e 12 aeronaves Mitsubishi A5M Tipo 96.

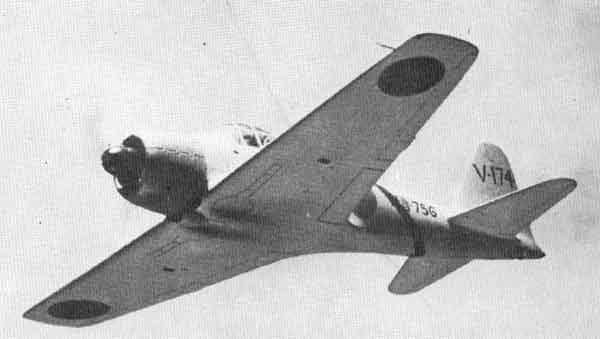
Um caça Mitsubishi Zero A6M3 Tipo 32, do Grupo Aéreo de Tainan, fotografado em local desconhecido

Em 8 de dezembro de 1941, quarenta e quatro aeronaves do Kōkūtai de Tainan escoltaram bombardeiros da Marinha Imperial Japonesa em ataques a aeronaves dos Estados Unidos nos Campos de Aviação de Iba e Clark, em Lução, nas Filipinas, a uma distância de 800 quilômetros em cada sentido. Os ataques destruíram quase que completamente as forças aéreas do General Douglas MacArthur. Em 10 de dezembro, os Zeros de Tainan abateram um bombardeiro B-17. Mais tarde naquele mesmo mês, o Kōkūtai de Tainan foi realocado para as Filipinas, onde continuou a apoiar as forças japonesas em sua invasão e destruição das defesas americanas e filipinas naquele território.
O Grupo Aéreo Naval de Tainan mudou-se então para a Ilha Tarakan, e depois para Balikpapan e Dempassar, em Bali, para apoiar a bem-sucedida ofensiva japonesa nas Índias Orientais Holandesas, iniciada em janeiro de 1942. Os caças da unidade ajudaram a infligir pesadas perdas às aeronaves aliadas defensoras entre janeiro e fevereiro de 1942.

### Nova Guiné
Com o fim da campanha em março, a unidade foi integrada à 25ª Flotilha Aérea, sendo realocada para Rabaul, na ilha da Nova Bretanha, e Lae, em Papua Nova Guiné, recentemente capturadas, em abril. Devido a perdas operacionais e em combate, em 25 de abril de 1942, o Grupo Aéreo Naval de Tainan, agora comandado pelo Capitão Masahisa Saitō, era composto por 26 caças Zero e seis caças Tipo 96.
A unidade inicialmente concentrou suas aeronaves em Lae para apoiar uma campanha aérea contra as forças australianas e americanas, estacionadas em Porto Moresby . Entre os meses de abril e julho, o Grupo Aéreo Naval de Tainan realizou um total de 51 missões, compostas de 602 surtidas. Durante esse período, a unidade alegou ter destruído 300 aeronaves inimigas e ter perdido apenas 20 aeronaves. Aeronaves substitutas fizeram com que, em agosto de 1942, a unidade tivesse um total de 24 Zeros, comandados por 55 pilotos. Devido ao excedente de tripulantes, apenas os pilotos mais experientes foram autorizados a voar em missões de combate.

### Guadalcanal

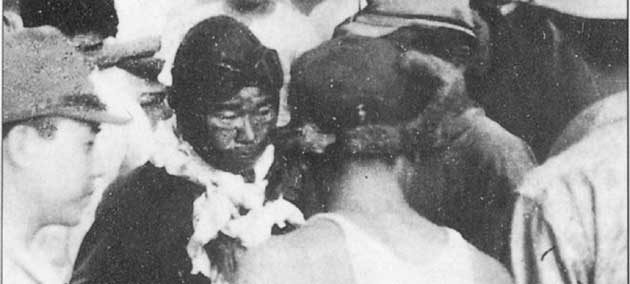
Saburō Sakai, gravemente ferido por uma bala que perfurou seu crânio, retorna a Rabaul em 7 de agosto

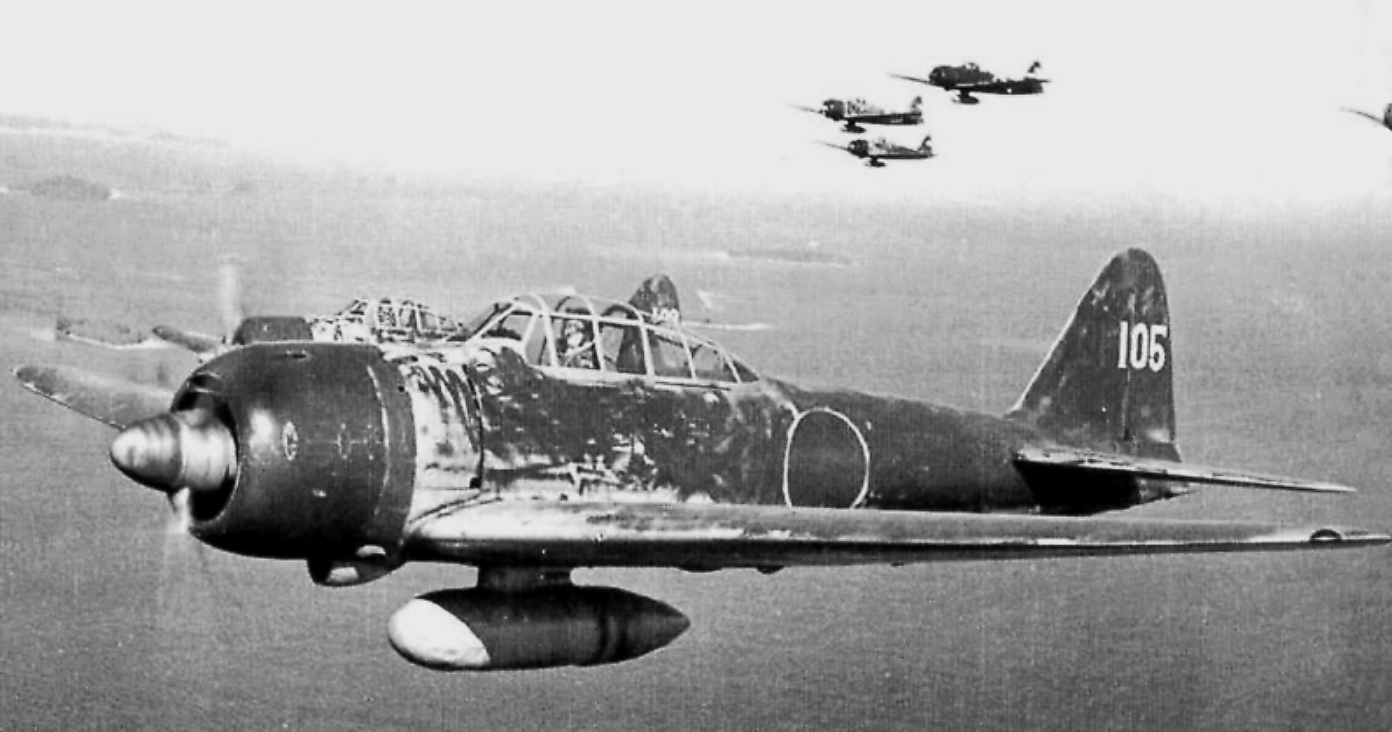
Aeronave do 251º Grupo Aéreo sobre as Ilhas Salomão, 1943

Em 7 de agosto, fuzileiros navais dos Estados Unidos desembarcaram em Guadalcanal, localidade então ocupada pelos japoneses, iniciando a Campanha de Guadalcanal. Em resposta, no mesmo dia, 18 caças do Grupo Aéreio Naval de Tainan escoltaram bombardeiros de Rabaul para um ataque à frota de invasão aliada — até aquela data, a missão com caças mais longa de toda a guerra, cobrindo cerca de 900km em cada sentido. A unidade de Tainan alegou ter destruído 43 aeronaves inimigas sobre Guadalcanal naquela missão, além de perder dois caças e seus respectivos pilotos. Na verdade, os americanos perderam 10 aeronaves, dentre as quais nove dos 18 caças utilizados, além de um bombardeiro de mergulho. Os dois pilotos do Kōkūtai de Tainan mortos nesta missão foram o suboficial de primeira classe Yoshida, e o suboficial de segunda classe Nishiura.
Uma baixa significativa para o Grupo Aéreo Naval de Tainan em Guadalcanal naquele dia foi Saburō Sakai, que, após ficar gravemente ferido, acabou forçado a passar por uma recuperação que duraria dois anos. Em 8 de agosto, os fuzileiros navais dos Estados Unidos capturaram um campo de aviação em construção pelos japoneses em Guadalcanal, que mais tarde foi chamado de Campo Henderson e foi colocado em operação com aeronaves aliadas.
Nos meses seguintes, as aeronaves do grupo em Rabaul se envolveram em repetidos combates aéreos contra aeronaves aliadas da chamada Força Aérea Cactus, baseadas em Guadalcanal. As extremas distâncias que os pilotos do Grupo Aéreo Naval de Tainan precisavam voar de Rabaul a Guadalcanal dificultaram severamente as tentativas da unidade de estabelecer superioridade aérea sobre a ilha. A unidade continuou, também, a apoiar missões de bombardeio contra Porto Moresby. Entre os meses de agosto e novembro de 1942, 32 pilotos da unidade de Tainan foram mortos em combate. Junichi Sasai morreu em 26 de agosto, e Toshio Ōta, em 21 de outubro.
No dia 1 de novembro de 1942, as unidades navais japonesas que estavam no sudeste do Pacífico foram reorganizadas. O Grupo Aéreo Naval de Tainan foi reidentificado e reconstituído com tripulações aéreas substitutas, passando a se chamar 251º Grupo Aéreo. Os 20 pilotos sobreviventes da unidade foram transferidos para o Japão, para ajudar na formação de novas unidades. Bergerud diz terem restado apenas 10 pilotos, e que a nova unidade não foi chamada de 251º Grupo Aéreo. Cada dígito em 251 diz respeito a um atributo discreto da nova organização.

## Pessoal designado

### Oficiais comandantes
- Capitão Higuchi Hiroshi — 1 de outubro de 1941 a 4 de outubro de 1941
- Comandante. / Capitão Saito Masahisa (47) — 4 de outubro de 1941 a 1 de novembro de 1942 (promovido a capitão em 1 de maio de 1942)

### Diretores Executivos
- Posto vago —  1 de outubro de 1941 a 1 de novembro de 1942

### Oficiais de Manutenção
- Posto vago —  1 de outubro de 1941 a 15 de outubro de 1942
- Tenente (Engenheiro) Nishimoto Hisashi —  15 de outubro de 1942 a 1 de novembro de 1942

### Cirurgiões
- Tenente-Comandante Fujimura Nobuyoshi —  1 de outubro de 1941 a 1 de agosto de 1942
- Tenente-Comandante Nishino Denkichi —  1 de agosto de 1942 a 1 de novembro de 1942

### Tesoureiros
- Tenente Kaneko Seizaburo —  1 de outubro de 1941 a 1 de novembro de 1942

### Oficiais de Comunicação
- Tenente-Comandante Sonoda Yoshiteru —  1 de outubro de 1941 a 1 de novembro de 1942

### Oficiais da Aeronáutica
- Tenente-Comandante / Comandante Kozono Yasuna — 1 de outubro de 1941 a 1 de novembro de 1942 (promovido a comandante em 15 de outubro de 1941)